# Jessica Andersson

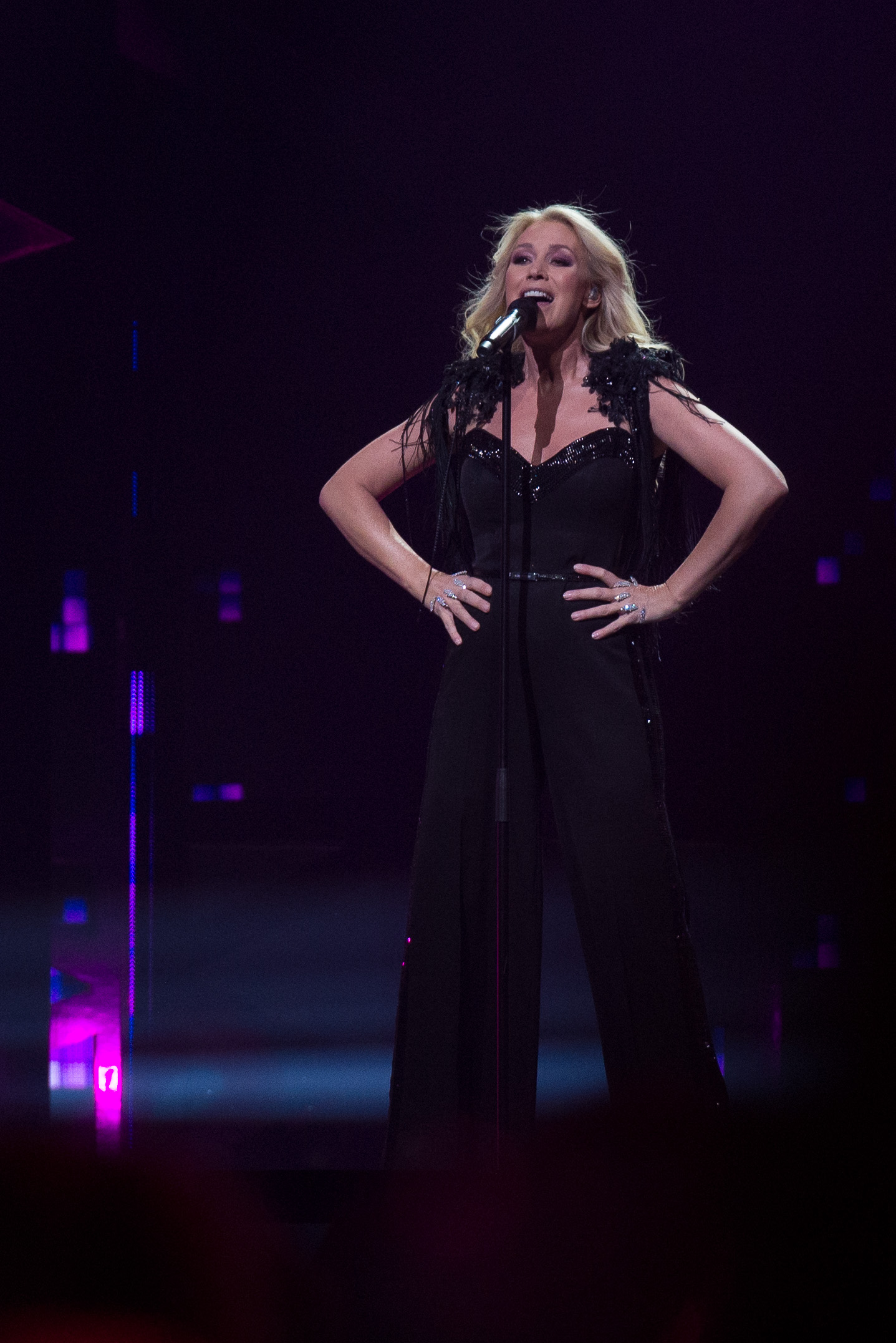
Jessica Andersson, 2018

Jessica Elisabeth Andersson (* 27. Oktober 1973 in Västergötland als Jessica Arvidsson) ist eine schwedische Sängerin, die durch ihre Teilnahmen am Melodifestivalen bekannt ist. 2003 nahm sie als Teil des Duos Fame am Eurovision Song Contest teil.

## Leben
Jessica Andersson wuchs in Spånga, Hagfors, Lidköping und Skövde auf. Vor ihrer TV-Karriere arbeitete sie unter anderem als Model.
2002 nahm sie bei der Castingshow Fame Factory (ähnlich wie Pop Idol bzw. Deutschland sucht den Superstar) teil. Sie stieg freiwillig aus und brachte später ihren Sohn Liam auf die Welt.
Zusammen mit Magnus Bäcklund, dem Sieger der Staffel von Fame Factory, gründete sie das Duo Fame. Das Duo nahm 2003 am schwedischen Wettbewerb Melodifestivalen teil, über den der schwedische ESC-Beitrag ausgewählt wird. Sie zogen dabei mit ihrem Beitrag Give Me Your Love ins Finale ein, welches sie mit 62 Punkten Vorsprung vor Pernilla Wahlgren & Jan Johansen (Let Your Spirit Fly) klar gewinnen konnten. Dadurch durfte Fame Schweden beim Eurovision Song Contest 2003 in Riga vertreten. Mit ihrem Song belegten sie dabei den fünften Platz.
2004 nahmen sie erneut am Melodifestivalen teil und belegten mit Vindarna vänder oss den sechsten Platz. Danach konzentrierte sich Andersson um ihre Solokarrieren. Als Duo Fame sangen sie 2006 noch das Lied All in the Game für die Olympischen Winterspiele in Turin.
2006 und 2007 nahm Andersson als Solokünstlerin am Melodifestivalen teil, schied jedoch beide Male vor dem Finale aus. In den Jahren 2010 und 2015 qualifizierte sie sich fürs Finale und belegte da die Plätze 7 und 11.
Jessica Andersson gewann 2011 mit ihrem Tanzpartner Kristjan Lootus die schwedische Version der Sendung Let’s Dance.
Mit dem Lied Party Voice nahm sie am Melodifestivalen 2018 teil, wo sie direkt ins Finale einzog und dort den elften Platz belegte. 2021 nahm sie mittlerweile zum achten Mal am Melodifestivalen teil; nur drei andere Künstler nahmen häufiger teil. Andersson schied mit ihrem Lied Horizon allerdings bereits im Halbfinale aus.

## Diskografie

### Alben
| Jahr | Titel       | Höchstplatzierung, Gesamtwochen, AuszeichnungChartsChartplatzierungen (Jahr, Titel, Platzierungen, Wochen, Auszeichnungen, Anmerkungen) | Anmerkungen                             |
| Jahr | Titel       | SE | Anmerkungen                             |
| ---- | ----------- | --- | --------------------------------------- |
| 2009 | Wake Up     | SE10 (9 Wo.)SE | Erstveröffentlichung: 11. November 2009 |
| 2013 | 40.14.4     | SE6 (3 Wo.)SE | Erstveröffentlichung: 16. Oktober 2013  |
| 2015 | Perfect Now | SE3 (1 Wo.)SE | Erstveröffentlichung: 29. April 2015    |

Weitere Alben
- 2016: Once Upon A Christmas Night

### Singles
| Jahr | Titel Album                        | Höchstplatzierung, Gesamtwochen, AuszeichnungChartsChartplatzierungen (Jahr, Titel, Album, Platzierungen, Wochen, Auszeichnungen, Anmerkungen) | Anmerkungen                        |
| Jahr | Titel Album                        | SE | Anmerkungen                        |
| ---- | ---------------------------------- | --- | ---------------------------------- |
| 2006 | Kalla nätter –                     | SE6 (9 Wo.)SE | Erstveröffentlichung: 6. März 2006 |
| 2006 | Du får för dig att du förför mig – | SE46 (1 Wo.)SE |                                    |
| 2007 | Kom –                              | SE16 (5 Wo.)SE |                                    |
| 2010 | I Did It For Love –                | SE13 (8 Wo.)SE |                                    |
| 2015 | Can’t Hurt Me Now Perfect Now      | SE86 (1 Wo.)SE |                                    |
| 2018 | Party Voice –                      | SE18 Gold · (6 Wo.)SE |                                    |
| 2021 | Horizon –                          | SE74 (2 Wo.)SE |                                    |

Weitere Singles
- 2003: Give Me Your Love (Fame)
- 2003: Pop Into My Heart (Fame)
- 2004: Vindarna vänder oss (Fame)
- 2005: Gjorda för varandra (Fame)
- 2006: All In The Game (Fame)
- 2011: Precis där du hör hemma
- 2013: Septembermorgon
- 2019: Go Slow
- 2020: Serenity
- 2020: Do You Hear The Bells